# Station Snippen
Station Snippen (Noors: Snippen holdeplass) is een halte in Snippen in het  noordoosten van de gemeente Oslo. Het station ligt aan Gjøvikbanen. Het werd geopend in 1934. Snippen wordt bediend door lijn L3, de stoptrein die pendelt tussen Oslo en Jaren.